# Le Mont-Libre
Le Mont-Libre est un album de bande dessinée de Daniel Bardet et Élie Klimos, le tome 7 de la série Timon des Blés.

## Fiche technique
- Scénariste : Daniel Bardet
- Dessinateur : Élie Klimos
- Mise en couleurs : Chagnaud
- Année de première publication : 1994
- Éditeur : Glénat / collection Vécu
- Nombre de planches : 46
- (ISBN 2-7234-1728-X)

## Synopsis
Le Mont-Libre, c’est ainsi que la Révolution a rebaptisé le mont Saint-Michel, théâtre de cet épisode à l’automne 1794. La nouvelle orientation de la Révolution incite au dialogue avec les Chouans, mais les inimitiés personnelles, les haines sont un obstacle rédhibitoire.
Orémus le défroqué est prisonnier sur le Mont et Timon ne peut que tenter de le délivrer. D’un autre prêtre réfractaire, Orémus reçoit la confession d’un secret capital. Et réapparaissent des ennemis toujours aussi déterminés, ainsi qu’un fils américain.

## Commentaires
Bardet est connu pour ses talents de scénariste de bande dessinée historique (Les Chemins de Malefosse, Chroniques de la Maison Le Quéant), il s’associe à Élie Klimos pour le septième album d’une série qui en compte huit. L’époque choisie ici est le dernier quart du XVIIIe siècle.  

## Lieux
Le septième épisode de la série a pour cadre la région du Mont, entre Bretagne et Normandie.
- le Mont Saint-Michel et sa baie
- Dol-de-Bretagne
- Avranches

## Référence bibliographique
- Patrick Gaumer & Claude Moliterni, Dictionnaire mondial de la Bande Dessinée, Éditions Larousse, Paris, 1994,  (ISBN 2-03-523510-3).